# Good360
Good360 — це благодійна організація зі статусом 501(c)(3), розташована в Александрії, штат Вірджинія. 
У 2021 році журнал Forbes назвав Good360 шостою за величиною благодійною організацією у Сполучених Штатах. Згідно з рейтингом Forbes 2024 року, організація посіла 2-гу сходинку серед благодійних організацій ($3042 млн приватних пожертвувань).
Good360 розповсюдила понад 14 мільярдів доларів у вигляді пожертвуваних товарів по всьому світу. У результаті пандемії COVID-19 Good360 допомогла розподілити понад 175 мільйонів доларів у вигляді пожертв через свою мережу некомерційних організацій, щоб підтримати постраждалі громади по всій країні.

## Організація
Організація була заснована у 1983 році й спочатку називалася Gifts In Kind International. У 2011 році організація отримала назву Good360.
Карлі Фіоріна, американська політична діячка та підприємиця, обіймала посаду голови організації з 2012 до 2015 року.
Good360 є інститутційним партнером Global Empowerment Mission (GEM), гуманітарної ініціативи, яка була створена в 2010 році.

## Діяльність в Україні
Згідно з даними організації, гуманітарна допомога (шкарпетки, гігієнічні набори, серветки, намети тощо) для біженців була спрямована до Польщі та Угорщини. Всього було надато допомоги на суму 75 млн дол. США[джерело?].